# Mari Luz Peinado
Mari Luz Peinado Izquierdo (Madrid, 1984) es una periodista española, especializada en nuevas narrativas. En 2019, fue galardonada junto a Lucía González con el XVII Premio de Periodismo Digital José Manuel Porquet por su labor al frente de Verne, la página web del El País especializada en redes sociales y cultura de internet. En octubre de 2022, Peinado fue nombrada redactora jefa de la Estrategia Digital de El País.

## Trayectoria
Peinado se licenció en Periodismo en la Universidad Carlos III de Madrid y empezó a trabajar en medios digitales y portales web como Soitu, MSN España y S Moda. Formó parte del equipo que puso en marcha El País América, lo que la llevó trabajar en la redacción de México durante tres años.
En septiembre de 2014, El País puso en marcha Verne, inicialmente como un blog y después como una sección más del periódico especializada en redes sociales y cultura de internet, donde Peinado entró a trabajar y se encargó del lanzamiento de la edición Verne México. Estando en este medio dirigido e impulsado por Delia Rodríguez, Peinado coordinó varios especiales multimedia como el proyecto sobre menstruación 28 días, 28 historias para acabar con los tabúes de la regla, que fue finalista del Premio Gabriel García Márquez de Periodismo en la categoría de Innovación. Posteriormente, en 2018, continuó como jefa de la sección de la que formaba parte. y al año siguiente, en 2019, fue reconocida junto a Lucía González con el Premio de Periodismo Digital José Manuel Porquet por su labor al frente de Verne.
En 2020, pasó a formar parte del equipo de Estrategia Digital de El País dirigido por Borja Echevarría, donde Peinado impulsó la transformación digital de las secciones del periódico. Dos años más tarde, en octubre de 2022, Pinado fue nombrada redactora jefe de esta área de El País cuando Echevarría pasó a dirigir el área de revistas, Estilo de Vida y Deportes.

## Reconocimientos
En 2018, el proyecto multimedia sobre la menstruación llamado 28 días: 28 historias para acabar con los tabúes de la regla y coordinado por Peinado, junto a Lucía González, Anabel Bueno, Nelly Natalí Sánchez, Ana Fernández, fue finalista en la categoría de innovación del Premio García Márquez de Periodismo, un galardón que entrega anualmente la Fundación Gabriel García Márquez para el Nuevo Periodismo Iberoamericano (FNPI).
Al año siguiente, en 2019, Peinado y Lucía González recibieron el XVII Premio de Periodismo Digital “José Manuel Porquet” por su trabajo en Verne, convertido gracias a ellas en referente de la cultura digital y de las nuevas narrativas. El jurado valoró la contribución de Peinado y González “a la innovación en formatos, lenguajes y narrativas periodísticas que permiten transmitir la información de una forma más fresca y accesible para los lectores, sin perder el rigor y la necesaria comprobación de la veracidad de las historias que publican” y destacó que su trabajo en Verne estaba “influyendo en el llamado periodismo clásico y sirviendo de laboratorio para explorar las nuevas formas de contar que buscan los lectores en Internet”. Recibieron el galardón en la inauguración del XX Congreso de Periodismo de Huesca, organizado en marzo por la Asociación de Periodistas de Aragón y el Ayuntamiento de Huesca, y con el patrocinio del Gobierno de Aragón, la Diputación Provincial de Huesca, Ibercaja y Telefónica.
En 2020, el proyecto multimedia coordinado por Peinado, junto al equipo multidisciplinar formado por Sara Caballería (ilustradora), Marta Villena, Laura Romerales y Emilio Sánchez Hidalgo (reportajes), Fernando Hernández (formato) y Nelly Natalí Sánchez (maquetación), y titulado ¿Qué sientes cuando sientes ansiedad?, cuyo objetivo era visibilizar la ansiedad,, recibió el primer premio en la 38.ª edición del Premio de Periodismo del Colegio Oficial de la Psicología de Madrid.